# Naomi Van Den Broeck
Naomi Van Den Broeck, född 3 januari 1996, är en friidrottare från Belgien. Hon deltog vid olympiska sommarspelen 2020.